# Tornei di tennis maschili nel 1952
Prima della nascita della cosiddetta "Era Open" del tennis, ossia l'apertura ai tennisti professionisti dei tornei che prima di quell'anno erano riservati ai tennisti dilettanti. Nel 1952 i tornei si distinguevano in pro e amatoriali: ai primi potevano partecipare solo i giocatori professionisti, mentre ai secondi potevano partecipare solo i tennisti dilettanti. Tutti i tornei più importanti erano amatoriali tra questi c'erano i tornei del Grande Slam: gli Australian Championships, gli Internazionali di Francia, il Torneo di Wimbledon e gli U.S. National Championships.

## Calendario

### Legenda
| Tornei amatoriali       |
| Tornei professionistici |

### Gennaio
| Settimana  | Torneo                                                                             | Vincitore                                | Finalista             | Semifinalisti | Eliminati ai quarti |
| ---------- | ---------------------------------------------------------------------------------- | ---------------------------------------- | --------------------- | ------------- | ------------------- |
| 1º gennaio | Cumberland Championships 1952 Sydney, Australia Singolare - Doppio                 | George Worthington 6-8 6-3 6-4           | Rex Hartwig           |               |                     |
| 1º gennaio | Cumberland Championships 1952 Sydney, Australia Singolare - Doppio                 |                                          |                       |               |                     |
| 1º gennaio | Benalla New Years Tournament 1952 Benalla, Australia Singolare - Doppio            | Pat O'Kane 6-3 6-1                       | Lew Hoad              |               |                     |
| 1º gennaio | Benalla New Years Tournament 1952 Benalla, Australia Singolare - Doppio            |                                          |                       |               |                     |
| 6 gennaio  | Sydney Manly Seaside Championships 1952 Sydney, Australia Singolare - Doppio       | Frank Sedgman 1-6 6-3 6-4                | Kenneth McGregor      |               |                     |
| 6 gennaio  | Sydney Manly Seaside Championships 1952 Sydney, Australia Singolare - Doppio       |                                          |                       |               |                     |
| 6 gennaio  | Dixie Championships 1952 Tampa, USA Singolare - Doppio                             | Ubert Vincent 6-4 6-4 7-5                | Grant Golden          |               |                     |
| 6 gennaio  | Dixie Championships 1952 Tampa, USA Singolare - Doppio                             |                                          |                       |               |                     |
| 12 gennaio | New Zealand Championships 1952 Wellington, Nuova Zelanda Singolare - Doppio        | Jeff Robson 1-6 6-0 4-6 7-5 6-1          | Bill Sidwell          |               |                     |
| 12 gennaio | New Zealand Championships 1952 Wellington, Nuova Zelanda Singolare - Doppio        | John A. Barry Jeff Robson                |                       |               |                     |
| 13 gennaio | Florida West Coast Championships 1952 Saint Petersburg, USA Singolare - Doppio     | Gardnar Mulloy 7-5 6-3 6-2               | Sidney Schwartz       |               |                     |
| 13 gennaio | Florida West Coast Championships 1952 Saint Petersburg, USA Singolare - Doppio     |                                          |                       |               |                     |
| 20 gennaio | Palm Springs Invitational 1952 Palm Springs, USA Singolare - Doppio                | Arthur Larsen 6-4 2-6 6-2                | Herbert Flam          |               |                     |
| 20 gennaio | Palm Springs Invitational 1952 Palm Springs, USA Singolare - Doppio                |                                          |                       |               |                     |
| 27 gennaio | Scandinavian Covered Court Championships 1952 Stoccolma, Svezia Singolare - Doppio | Kurt Nielsen 12-10 6-1 6-4               | Torsten Johansson     |               |                     |
| 27 gennaio | Scandinavian Covered Court Championships 1952 Stoccolma, Svezia Singolare - Doppio |                                          |                       |               |                     |
| 28 gennaio | Australian Championships 1952 Adelaide, Australia Singolare - Doppio               | Ken McGregor 7-5 12-10 2-6 6-2           | Frank Sedgman         |               |                     |
| 28 gennaio | Australian Championships 1952 Adelaide, Australia Singolare - Doppio               | Ken McGregor Frank Sedgman 6-4, 7-5, 6-3 | Don Candy Mervyn Rose |               |                     |

### Febbraio
| Settimana   | Torneo                                                                      | Vincitore                               | Finalista          | Semifinalisti | Eliminati ai quarti |
| ----------- | --------------------------------------------------------------------------- | --------------------------------------- | ------------------ | ------------- | ------------------- |
| 1º febbraio | Perth Championships 1952 Perth, Australia Singolare - Doppio                | Don Candy 6-4 6-2 2-6 10-8              | Clive Wilderspin   |               |                     |
| 1º febbraio | Perth Championships 1952 Perth, Australia Singolare - Doppio                |                                         |                    |               |                     |
| 4 febbraio  | Austin Smith Championships 1952 Fort Lauderdale, USA Singolare - Doppio     | Gardnar Mulloy 6-2 6-1 6-2              | Sidney Schwartz    |               |                     |
| 4 febbraio  | Austin Smith Championships 1952 Fort Lauderdale, USA Singolare - Doppio     |                                         |                    |               |                     |
| 9 febbraio  | Northern Suburbs Championships 1952 Sydney, Australia Singolare - Doppio    | Kenneth McGregor 6-3 6-4                | George Worthington |               |                     |
| 9 febbraio  | Northern Suburbs Championships 1952 Sydney, Australia Singolare - Doppio    |                                         |                    |               |                     |
| 10 febbraio | University of Miami Championships 1952 Coral Gables, USA Singolare - Doppio | Ubert Vincent 6-2 12-10 6-4             | Gardnar Mulloy     |               |                     |
| 10 febbraio | University of Miami Championships 1952 Coral Gables, USA Singolare - Doppio |                                         |                    |               |                     |
| 10 febbraio | Lyon International 1952 Lione, Francia Singolare - Doppio                   | Jaroslav Drobný 3-6 13-11 12-10 3-6 6-2 | Kurt Nielsen       |               |                     |
| 10 febbraio | Lyon International 1952 Lione, Francia Singolare - Doppio                   |                                         |                    |               |                     |
| 17 febbraio | Asian Championships 1952 Colombo, Sri Lanka Singolare - Doppio              | Frank Sedgman 6-1 11-9 6-0              | Tony Mottram       |               |                     |
| 17 febbraio | Asian Championships 1952 Colombo, Sri Lanka Singolare - Doppio              |                                         |                    |               |                     |
| 17 febbraio | French Covered Court Championships 1952 Parigi, Francia Singolare - Doppio  | Kurt Nielsen 8-6 6-4 6-4                | Jaroslav Drobný    |               |                     |
| 17 febbraio | French Covered Court Championships 1952 Parigi, Francia Singolare - Doppio  |                                         |                    |               |                     |
| 18 febbraio | Hollywood Beach Invitation 1952 Hollywood Beach, USA Singolare - Doppio     | Ubert Vincent 6-2 6-2 6-3               | William Tully      |               |                     |
| 18 febbraio | Hollywood Beach Invitation 1952 Hollywood Beach, USA Singolare - Doppio     |                                         |                    |               |                     |
| 24 febbraio | Western India Championships 1952 Bombay, India Singolare - Doppio           | Straight Clark 8-6 6-3 3-6 2-6 6-2      | Władysław Skonecki |               |                     |
| 24 febbraio | Western India Championships 1952 Bombay, India Singolare - Doppio           |                                         |                    |               |                     |
| 24 febbraio | South Florida Championships 1952 West Palm Beach, USA Singolare - Doppio    | Gardnar Mulloy                          | Ubert Vincent      |               |                     |
| 24 febbraio | South Florida Championships 1952 West Palm Beach, USA Singolare - Doppio    |                                         |                    |               |                     |
| 25 febbraio | Italian Riviera Championships 1952 Sanremo, Italia Singolare - Doppio       | Jaroslav Drobný 6-3 6-3 6-2             | Milan Branovic     |               |                     |
| 25 febbraio | Italian Riviera Championships 1952 Sanremo, Italia Singolare - Doppio       |                                         |                    |               |                     |
| 25 febbraio | US Indoors 1952 New York, USA Singolare - Doppio                            | Dick Savitt 6-4 6-3 6-4                 | Bill Talbert       |               |                     |
| 25 febbraio | US Indoors 1952 New York, USA Singolare - Doppio                            |                                         |                    |               |                     |

### Marzo
| Settimana | Torneo                                                                                               | Vincitore                                    | Finalista                              | Semifinalisti | Eliminati ai quarti |
| --------- | --- | -------------------------------------------- | -------------------------------------- | ------------- | ------------------- |
| 2 marzo   | US Pro Clay Court Championships 1952 Saint Augustine, USA Terra rossa Singolare - Doppio             | Pancho Segura 6-1 7-5 6-4                    | Bobby Riggs                            |               |                     |
| 2 marzo   | US Pro Clay Court Championships 1952 Saint Augustine, USA Terra rossa Singolare - Doppio             | Jimmy Evert Joe Fishbach 6-2 6-2 0-6 3-6 6-4 | Pancho Segura Bobby Riggs              |               |                     |
| 4 marzo   | Buffalo Indoor 1952 Buffalo, USA Singolare - Doppio                                                  | Don McNeill 2-6 6-1 7-5                      | Bill Talbert                           |               |                     |
| 4 marzo   | Buffalo Indoor 1952 Buffalo, USA Singolare - Doppio                                                  |                                              |                                        |               |                     |
| 4 marzo   | St Andrews Invitation 1952 Kingston, Giamaica Singolare - Doppio                                     | Dick Savitt 9-7 8-6                          | Budge Patty                            |               |                     |
| 4 marzo   | St Andrews Invitation 1952 Kingston, Giamaica Singolare - Doppio                                     |                                              |                                        |               |                     |
| 4 marzo   | Philippines International Championships 1952 Manila, Filippine Singolare - Doppio                    | Felicisimo Ampon                             | Fausto Gardini                         |               |                     |
| 4 marzo   | Philippines International Championships 1952 Manila, Filippine Singolare - Doppio                    |                                              |                                        |               |                     |
| 8 marzo   | South Australian Championships 1952 Adelaide, Australia Singolare - Doppio                           | Rex Hartwig 11-9 2-6 6-2 9-11 7-5            | Mervyn Rose                            |               |                     |
| 8 marzo   | South Australian Championships 1952 Adelaide, Australia Singolare - Doppio                           |                                              |                                        |               |                     |
| 9 marzo   | Caribbean Championships 1952 Kingston, Giamaica Singolare - Doppio                                   | Dick Savitt 6-3 6-3                          | Budge Patty                            |               |                     |
| 9 marzo   | Caribbean Championships 1952 Kingston, Giamaica Singolare - Doppio                                   |                                              |                                        |               |                     |
| 16 marzo  | Egyptian International Cairo Championships 1952 Il Cairo, Egitto Singolare - Doppio                  | Władysław Skonecki 6-3 6-0 6-3               | Dragutin Mitic                         |               |                     |
| 16 marzo  | Egyptian International Cairo Championships 1952 Il Cairo, Egitto Singolare - Doppio                  |                                              |                                        |               |                     |
| 16 marzo  | Gallia Club Championships 1952 Cannes, Francia Singolare - Doppio                                    | Milan Branovic 2-6 6-2 5-7 6-3 6-3           | Jaroslav Drobný                        |               |                     |
| 16 marzo  | Gallia Club Championships 1952 Cannes, Francia Singolare - Doppio                                    |                                              |                                        |               |                     |
| 17 marzo  | Torneo di La Jolla 1952 La Jolla, USA Singolare - Doppio                                             | Tom Brown 6-4 2-6 9-7                        | Harry Likas                            |               |                     |
| 17 marzo  | Torneo di La Jolla 1952 La Jolla, USA Singolare - Doppio                                             |                                              |                                        |               |                     |
| 29 marzo  | Philadelphia Pro Championships 1952 Filadelfia, USA Parquet indoor Singolare                         | Pancho Gonzales Round Robin                  | Pancho Segura Frank Kovacs Jack Kramer |               |                     |
| 30 marzo  | Cannes Lawn Tennis Club Championships 1952 Cannes, Francia Singolare - Doppio                        | Frank Sedgman 6-4 6-1                        | Milan Branovic                         |               |                     |
| 30 marzo  | Cannes Lawn Tennis Club Championships 1952 Cannes, Francia Singolare - Doppio                        |                                              |                                        |               |                     |
| 30 marzo  | Miami Invitational 1952 Miami, USA Singolare - Doppio                                                | Vic Seixas 5-7 6-3 6-2                       | Dick Savitt                            |               |                     |
| 30 marzo  | Miami Invitational 1952 Miami, USA Singolare - Doppio                                                |                                              |                                        |               |                     |
| 31 marzo  | Egyptian International Alexandria Championships 1952 Alessandria d'Egitto, Egitto Singolare - Doppio | Jaroslav Drobný 7-5 6-3 6-3                  | Władysław Skonecki                     |               |                     |
| 31 marzo  | Egyptian International Alexandria Championships 1952 Alessandria d'Egitto, Egitto Singolare - Doppio |                                              |                                        |               |                     |

### Aprile
| Settimana | Torneo                                                                                | Vincitore                                             | Finalista                        | Semifinalisti       | Eliminati ai quarti                            |
| --------- | ------------------------------------------------------------------------------------- | ----------------------------------------------------- | -------------------------------- | ------------------- | ---------------------------------------------- |
| 5 aprile  | Paddington Hard Court Championships 1952 Paddington, Gran Bretagna Singolare - Doppio | Philip Brophy 6-0 6-8 6-1                             | Staffan Stockenberg              |                     |                                                |
| 5 aprile  | Paddington Hard Court Championships 1952 Paddington, Gran Bretagna Singolare - Doppio |                                                       |                                  |                     |                                                |
| 6 aprile  | Algeria International Championships 1952 Algeri, Francia Singolare - Doppio           | Jaroslav Drobný 6-3 6-3 6-3                           | Władysław Skonecki               |                     |                                                |
| 6 aprile  | Algeria International Championships 1952 Algeri, Francia Singolare - Doppio           |                                                       |                                  |                     |                                                |
| 6 aprile  | Torneo di Beaulieu 1952 Cannes, Francia Singolare - Doppio                            | Frank Sedgman 6-1 6-3 6-3                             | Philippe Washer                  |                     |                                                |
| 6 aprile  | Torneo di Beaulieu 1952 Cannes, Francia Singolare - Doppio                            |                                                       |                                  |                     |                                                |
| 6 aprile  | Everglades Invitation 1952 Palm Beach, USA Singolare - Doppio                         | Vic Seixas 6-3 2-6 6-4                                | Bill Talbert                     |                     |                                                |
| 6 aprile  | Everglades Invitation 1952 Palm Beach, USA Singolare - Doppio                         |                                                       |                                  |                     |                                                |
| 6 aprile  | Eastern Suburbs Hard Court Championships 1952 Sydney, Australia Singolare - Doppio    | Kenneth McGregor 6-1 6-0                              | Mervyn Rose                      |                     |                                                |
| 6 aprile  | Eastern Suburbs Hard Court Championships 1952 Sydney, Australia Singolare - Doppio    |                                                       |                                  |                     |                                                |
| 7 aprile  | Bay Counties Championships 1952 San Francisco, USA Singolare - Doppio                 | Tom Brown 8-6 6-3 6-3                                 | Frederick Hagist                 |                     |                                                |
| 7 aprile  | Bay Counties Championships 1952 San Francisco, USA Singolare - Doppio                 |                                                       |                                  |                     |                                                |
| 12 aprile | South African Championships 1952 Johannesburg, Sudafrica Singolare - Doppio           | Eric Sturgess 6-2 6-2 6-3                             | Syndey Levy                      |                     |                                                |
| 12 aprile | South African Championships 1952 Johannesburg, Sudafrica Singolare - Doppio           |                                                       |                                  |                     |                                                |
| 12 aprile | Roehampton Hard Court Championships 1952 Roehampton, Gran Bretagna Singolare - Doppio | Tony Mottram 6-4 6-3                                  | Geoffrey Paish                   |                     |                                                |
| 12 aprile | Roehampton Hard Court Championships 1952 Roehampton, Gran Bretagna Singolare - Doppio |                                                       |                                  |                     |                                                |
| 13 aprile | Good Neighbor Tournament 1952 Miami Beach, USA Singolare - Doppio                     | Gardnar Mulloy 6-4 8-6 9-7                            | Vic Seixas                       |                     |                                                |
| 13 aprile | Good Neighbor Tournament 1952 Miami Beach, USA Singolare - Doppio                     |                                                       |                                  |                     |                                                |
| 14 aprile | Northern Rivers Championships 1952 Lismore, Australia Singolare - Doppio              | Lex Vinson                                            | Prickett                         |                     |                                                |
| 14 aprile | Northern Rivers Championships 1952 Lismore, Australia Singolare - Doppio              |                                                       |                                  |                     |                                                |
| 14 aprile | Monte Carlo Cup 1952 Monte Carlo, Monte Carlo Singolare - Doppio                      | Frank Sedgman 7-9 6-2 7-5 6-1                         | Jaroslav Drobný                  |                     |                                                |
| 14 aprile | Monte Carlo Cup 1952 Monte Carlo, Monte Carlo Singolare - Doppio                      |                                                       |                                  |                     |                                                |
| 14 aprile | Darling Downs Championships 1952 Toowoomba, Australia Singolare - Doppio              | Mervyn Rose 8-6 6-3                                   | Jack Arkinstall                  |                     |                                                |
| 14 aprile | Darling Downs Championships 1952 Toowoomba, Australia Singolare - Doppio              |                                                       |                                  |                     |                                                |
| 15 aprile | Tasmanian Championships 1952 Launceston, Australia Singolare - Doppio                 | Kenneth McGregor 6-4 6-3 6-4                          | Neale Fraser                     |                     |                                                |
| 15 aprile | Tasmanian Championships 1952 Launceston, Australia Singolare - Doppio                 |                                                       |                                  |                     |                                                |
| 15 aprile | Western Australian Championships 1952 Perth, Australia Singolare - Doppio             | Rex Hartwig 12-10 6-3 1-6 2-6 6-1                     | Clive Wilderspin                 |                     |                                                |
| 15 aprile | Western Australian Championships 1952 Perth, Australia Singolare - Doppio             |                                                       |                                  |                     |                                                |
| 15 aprile | Eden Monaro Championships 1952 Queanbeyan, Australia Singolare - Doppio               | Bill Sidwell 6-2 6-8 7-5                              | Max Anderson                     |                     |                                                |
| 15 aprile | Eden Monaro Championships 1952 Queanbeyan, Australia Singolare - Doppio               |                                                       |                                  |                     |                                                |
| 15 aprile | Southport Hard Court Championships 1952 Southport, Gran Bretagna Singolare - Doppio   | Joseph Hackett 7-5 3-6 6-2                            | Darrell H. Shaw                  |                     |                                                |
| 15 aprile | Southport Hard Court Championships 1952 Southport, Gran Bretagna Singolare - Doppio   |                                                       |                                  |                     |                                                |
| 17 aprile | Tally Ho! 1952 Birmingham, Gran Bretagna Singolare - Doppio                           | Tony Mottram 6-1 11-9                                 | Donald Tregonning                |                     |                                                |
| 17 aprile | Tally Ho! 1952 Birmingham, Gran Bretagna Singolare - Doppio                           |                                                       |                                  |                     |                                                |
| 19 aprile | Cumberland Club Championships 1952 Cumberland, Gran Bretagna Singolare - Doppio       | J.W. Cawthorn 6-3 6-1                                 | Gerald D. Oakley                 |                     |                                                |
| 19 aprile | Cumberland Club Championships 1952 Cumberland, Gran Bretagna Singolare - Doppio       |                                                       |                                  |                     |                                                |
| 20 aprile | Nice Lawn Tennis Club Championships 1952 Nizza, Francia Singolare - Doppio            | Owen Williams 6-1 6-2                                 | Scherbatoff                      |                     |                                                |
| 20 aprile | Nice Lawn Tennis Club Championships 1952 Nizza, Francia Singolare - Doppio            |                                                       |                                  |                     |                                                |
| 21 aprile | Cuban Championships 1952 L'Avana, Cuba Singolare - Doppio                             | Gardnar Mulloy 6-2 1-6 8-6 6-4                        | Frank Sedgman                    |                     |                                                |
| 21 aprile | Cuban Championships 1952 L'Avana, Cuba Singolare - Doppio                             |                                                       |                                  |                     |                                                |
| 21 aprile | US Pro Hard Court Championships 1952 Los Angeles, USA Cemento Singolare - Doppio      | Pancho Gonzales 5-7 11-13 6-4 6-3 6-3                 | Pancho Segura                    | Don Budge Carl Earn | Bob Rogers Frank Parker Sam Match Frank Kovacs |
| 21 aprile | US Pro Hard Court Championships 1952 Los Angeles, USA Cemento Singolare - Doppio      | Don Budge Frank Parker 5-7 6-3 6-2 7-5                | Pancho Gonzales Pancho Segura    | Don Budge Carl Earn | Bob Rogers Frank Parker Sam Match Frank Kovacs |
| 21 aprile | Internazionali d'Italia 1952 Roma, Italia Singolare - Doppio                          | Jaroslav Drobný 7-5 6-3 1-6 6-4                       | Vic Seixas                       |                     |                                                |
| 21 aprile | Internazionali d'Italia 1952 Roma, Italia Singolare - Doppio                          | Jaroslav Drobny Frank Sedgman 3-6, 7-5, 3-6, 6-3, 6-2 | Gianni Cucelli Rolando Del Bello |                     |                                                |
| 26 aprile | Rothmans Connaught Championships 1952 Chingford, Gran Bretagna Singolare - Doppio     | Tony Mottram 2-6 6-1 6-3                              | Ignacy Tloczynski                |                     |                                                |
| 26 aprile | Rothmans Connaught Championships 1952 Chingford, Gran Bretagna Singolare - Doppio     |                                                       |                                  |                     |                                                |
| 26 aprile | Surrey Hard Court Championships 1952 Sutton, Gran Bretagna Singolare - Doppio         | Frank Sedgman 6-1 6-4                                 | Staffan Stockenberg              |                     |                                                |
| 26 aprile | Surrey Hard Court Championships 1952 Sutton, Gran Bretagna Singolare - Doppio         |                                                       |                                  |                     |                                                |
| 27 aprile | Campionati Internazionali di Sicilia 1952 Palermo, Italia Singolare - Doppio          | Jaroslav Drobný 1-6 6-4 6-4 6-4                       | Fausto Gardini                   |                     |                                                |
| 27 aprile | Campionati Internazionali di Sicilia 1952 Palermo, Italia Singolare - Doppio          |                                                       |                                  |                     |                                                |
| 27 aprile | Paris International Championships 1952 Parigi, Francia Singolare - Doppio             | Budge Patty 6-2 6-4 6-1                               | Enrique Morea                    |                     |                                                |
| 27 aprile | Paris International Championships 1952 Parigi, Francia Singolare - Doppio             |                                                       |                                  |                     |                                                |
| 28 aprile | River Oaks International Tennis Tournament 1952 Houston, USA Singolare - Doppio       | Gardnar Mulloy 6-3 3-6 3-6 6-1 6-4                    | Arthur Larsen                    |                     |                                                |
| 28 aprile | River Oaks International Tennis Tournament 1952 Houston, USA Singolare - Doppio       |                                                       |                                  |                     |                                                |

### Maggio
| Settimana | Torneo                                                                              | Vincitore                       | Finalista         | Semifinalisti | Eliminati ai quarti |
| --------- | ----------------------------------------------------------------------------------- | ------------------------------- | ----------------- | ------------- | ------------------- |
| 3 maggio  | British Hard Court Championships 1952 Bournemouth, Gran Bretagna Singolare - Doppio | Jaroslav Drobný 6-2 6-4 1-6 6-4 | Frank Sedgman     |               |                     |
| 3 maggio  | British Hard Court Championships 1952 Bournemouth, Gran Bretagna Singolare - Doppio |                                 |                   |               |                     |
| 3 maggio  | Australian Hard Court Championships 1952 Melbourne, Australia Singolare - Doppio    | Lew Hoad 2-6 6-1 1-6 6-2 11-9   | Ken Rosewall      |               |                     |
| 3 maggio  | Australian Hard Court Championships 1952 Melbourne, Australia Singolare - Doppio    |                                 |                   |               |                     |
| 3 maggio  | San Antonio Championships 1952 San Antonio, USA Singolare - Doppio                  | Gardnar Mulloy 6-2 6-4 6-4      | Arthur Larsen     |               |                     |
| 3 maggio  | San Antonio Championships 1952 San Antonio, USA Singolare - Doppio                  |                                 |                   |               |                     |
| 3 maggio  | Wiesbaden Championships 1952 Wiesbaden, Germania Singolare - Doppio                 | Straight Clark 4-6 6-4 7-5      | Horst Hermann     |               |                     |
| 3 maggio  | Wiesbaden Championships 1952 Wiesbaden, Germania Singolare - Doppio                 |                                 |                   |               |                     |
| 5 maggio  | Wide Bay Tennis Championships 1952 Bundaberg, Australia Singolare - Doppio          | Barry Green 6-2 6-2             | A. Murrell        |               |                     |
| 5 maggio  | Wide Bay Tennis Championships 1952 Bundaberg, Australia Singolare - Doppio          |                                 |                   |               |                     |
| 5 maggio  | Bermuda International Championships 1952 Hamilton, Bermuda Singolare - Doppio       | Vic Seixas 5-7 1-6 6-1 6-1 6-0  | Bill Talbert      |               |                     |
| 5 maggio  | Bermuda International Championships 1952 Hamilton, Bermuda Singolare - Doppio       |                                 |                   |               |                     |
| 5 maggio  | Maroochy Tennis Championships 1952 Nambour, Australia Singolare - Doppio            | S. Thomson 6-4 6-4              | Gaydon            |               |                     |
| 5 maggio  | Maroochy Tennis Championships 1952 Nambour, Australia Singolare - Doppio            |                                 |                   |               |                     |
| 5 maggio  | Granite Belt Championships 1952 Stanthorpe (Australia) Singolare - Doppio           | Jack Arkinstall 6-3 6-0         | Ridgway           |               |                     |
| 5 maggio  | Granite Belt Championships 1952 Stanthorpe (Australia) Singolare - Doppio           |                                 |                   |               |                     |
| 10 maggio | Torneo di Ferring-on-Sea 1952 Ferring-on-Sea, Gran Bretagna Singolare - Doppio      | Donald Tregonning 6-2 7-5       | Guy Pettigrew     |               |                     |
| 10 maggio | Torneo di Ferring-on-Sea 1952 Ferring-on-Sea, Gran Bretagna Singolare - Doppio      |                                 |                   |               |                     |
| 10 maggio | Coral Beach Club Invitation 1952 Hamilton, Bermuda Singolare - Doppio               | Vic Seixas 6-4 9-7 6-3          | Gustavo Palafox   |               |                     |
| 10 maggio | Coral Beach Club Invitation 1952 Hamilton, Bermuda Singolare - Doppio               |                                 |                   |               |                     |
| 10 maggio | London Hard Court Championships 1952 Hurlingham, Gran Bretagna Singolare - Doppio   | Nigel Cockburn 6-4 6-2          | Derek Capell      |               |                     |
| 10 maggio | London Hard Court Championships 1952 Hurlingham, Gran Bretagna Singolare - Doppio   |                                 |                   |               |                     |
| 11 maggio | Torneo di Cimiez 1952 Cimiez, Francia Singolare - Doppio                            | Milan Branovic 6-0 7-5          | Alberto Lazzarino |               |                     |
| 11 maggio | Torneo di Cimiez 1952 Cimiez, Francia Singolare - Doppio                            |                                 |                   |               |                     |
| 12 maggio | Southern California Championships 1952 Los Angeles, USA Singolare - Doppio          | Arthur Larsen 6-2 6-4 6-3       | Tom Brown         |               |                     |
| 12 maggio | Southern California Championships 1952 Los Angeles, USA Singolare - Doppio          |                                 |                   |               |                     |
| 17 maggio | Guildford Hard Court Championships 1952 Guildford, Gran Bretagna Singolare - Doppio | Jaroslav Drobný 6-3 7-5         | Owen Williams     |               |                     |
| 17 maggio | Guildford Hard Court Championships 1952 Guildford, Gran Bretagna Singolare - Doppio |                                 |                   |               |                     |
| 17 maggio | Torneo di Harrogate 1952 Harrogate, Gran Bretagna Singolare - Doppio                | Frank Sedgman 6-3 6-4           | Eric Sturgess     |               |                     |
| 17 maggio | Torneo di Harrogate 1952 Harrogate, Gran Bretagna Singolare - Doppio                |                                 |                   |               |                     |
| 17 maggio | California State Championships 1952 Los Angeles, USA Singolare - Doppio             | Arthur Larsen 12-10 9-7 0-6 6-4 | Herbert Flam      |               |                     |
| 17 maggio | California State Championships 1952 Los Angeles, USA Singolare - Doppio             |                                 |                   |               |                     |
| 17 maggio | Torneo di Lytham St Annes 1952 Lytham St Annes, Gran Bretagna Singolare - Doppio    | Ignacy Tloczynski 6-4 6-0       | Arnold T. England |               |                     |
| 17 maggio | Torneo di Lytham St Annes 1952 Lytham St Annes, Gran Bretagna Singolare - Doppio    |                                 |                   |               |                     |
| 24 maggio | Torneo di Sutton Coldfield 1952 Sutton, Gran Bretagna Singolare - Doppio            | J.W. Cawthorn 6-4 6-4           | Donald Tregonning |               |                     |
| 24 maggio | Torneo di Sutton Coldfield 1952 Sutton, Gran Bretagna Singolare - Doppio            |                                 |                   |               |                     |
| 31 maggio | Surrey Championships 1952 Surbiton, Gran Bretagna Singolare - Doppio                | Ian Ayre 6-4 6-2                | Bryan Woodroffe   |               |                     |
| 31 maggio | Surrey Championships 1952 Surbiton, Gran Bretagna Singolare - Doppio                |                                 |                   |               |                     |

### Giugno
| Settimana | Torneo                                                                                    | Vincitore                                | Finalista                             | Semifinalisti          | Eliminati ai quarti                          |
| --------- | ----------------------------------------------------------------------------------------- | ---------------------------------------- | ------------------------------------- | ---------------------- | -------------------------------------------- |
| giugno    | Blue and Gray Invitation 1952 Montgomery, USA Singolare - Doppio                          | Donald Kaiser 6-3 1-6 6-3 4-6 7-5        | Wade Herren                           |                        |                                              |
| giugno    | Blue and Gray Invitation 1952 Montgomery, USA Singolare - Doppio                          |                                          |                                       |                        |                                              |
| 2 giugno  | Internazionali di Francia 1952 Parigi, Francia Singolare - Doppio                         | Frank Sedgman 6-2 6-0 3-6 6-4            | Clive Wilderspin                      |                        |                                              |
| 2 giugno  | Internazionali di Francia 1952 Parigi, Francia Singolare - Doppio                         | Ken McGregor Frank Sedgman 6-3, 6-4, 6-4 | Gardnar Mulloy Dick Savitt            |                        |                                              |
| 2 giugno  | Western Australian Hard Court Championships 1952 Kalgoorlie, Australia Singolare - Doppio | John Blacklock 3 sets                    | Jaroslav Drobný                       |                        |                                              |
| 2 giugno  | Western Australian Hard Court Championships 1952 Kalgoorlie, Australia Singolare - Doppio |                                          |                                       |                        |                                              |
| 5 giugno  | Glamorgan Championships 1952 Dinas Powis, Gran Bretagna Singolare - Doppio                | Philip Brophy 1-6 6-3 6-4                | Colin Hannam                          |                        |                                              |
| 5 giugno  | Glamorgan Championships 1952 Dinas Powis, Gran Bretagna Singolare - Doppio                |                                          |                                       |                        |                                              |
| 7 giugno  | Torneo di Chapel Allerton 1952 Chapel Allerton, Gran Bretagna Singolare - Doppio          | Koon-Hong Ip 6-3 6-8 6-4                 | Donald Tregonning                     |                        |                                              |
| 7 giugno  | Torneo di Chapel Allerton 1952 Chapel Allerton, Gran Bretagna Singolare - Doppio          |                                          |                                       |                        |                                              |
| 7 giugno  | Torneo di Cheltenham 1952 Cheltenham, Gran Bretagna Singolare - Doppio                    | J.W. Cawthorn 6-4 9-7                    | Basil Katz                            |                        |                                              |
| 7 giugno  | Torneo di Cheltenham 1952 Cheltenham, Gran Bretagna Singolare - Doppio                    |                                          |                                       |                        |                                              |
| 7 giugno  | Northern Championships 1952 Manchester, Gran Bretagna Singolare - Doppio                  | Frank Sedgman 6-2 4-6 6-3 6-2            | Don Candy                             |                        |                                              |
| 7 giugno  | Northern Championships 1952 Manchester, Gran Bretagna Singolare - Doppio                  |                                          |                                       |                        |                                              |
| 7 giugno  | The Priory 1952 Birmingham, Gran Bretagna Singolare - Doppio                              | Dick Savitt 9-7 6-4                      | Straight Clark                        |                        |                                              |
| 7 giugno  | The Priory 1952 Birmingham, Gran Bretagna Singolare - Doppio                              |                                          |                                       |                        |                                              |
| 7 giugno  | US Hard Court Championships 1952 Seattle, USA Singolare - Doppio                          | Arthur Larsen 7-5 8-6 7-5                | Herbert Flam                          |                        |                                              |
| 7 giugno  | US Hard Court Championships 1952 Seattle, USA Singolare - Doppio                          |                                          |                                       |                        |                                              |
| 7 giugno  | Torneo di Torquay 1952 Torquay, Gran Bretagna Singolare - Doppio                          | Jaroslav Drobný 6-3 6-1                  | Ian Ayre                              |                        |                                              |
| 7 giugno  | Torneo di Torquay 1952 Torquay, Gran Bretagna Singolare - Doppio                          |                                          |                                       |                        |                                              |
| 7 giugno  | U.S. Pro Tennis Championships 1952 Lakewood, USA Parquet indoor Singolare - Doppio        | Pancho Segura 3-6, 6-4, 3-6, 6-4, 6-0    | Pancho Gonzales                       | Frank Kovacs Don Budge | John Howard Jack March Al Doyle Jack Rodgers |
| 7 giugno  | U.S. Pro Tennis Championships 1952 Lakewood, USA Parquet indoor Singolare - Doppio        |                                          |                                       | Frank Kovacs Don Budge | John Howard Jack March Al Doyle Jack Rodgers |
| 8 giugno  | New England Championships 1952 Hartford, USA Singolare - Doppio                           | Ubert Vincent 6-2 6-3 9-7                | Henri Salaun                          |                        |                                              |
| 8 giugno  | New England Championships 1952 Hartford, USA Singolare - Doppio                           |                                          |                                       |                        |                                              |
| 9 giugno  | Victorian Hard Court Championships 1952 Melbourne, Australia Singolare - Doppio           | Colin Long 6-3 2-6 6-4                   | Rex Hartwig                           |                        |                                              |
| 9 giugno  | Victorian Hard Court Championships 1952 Melbourne, Australia Singolare - Doppio           |                                          |                                       |                        |                                              |
| 9 giugno  | Queensland Hard Court Championships 1952 Warwick, Australia Singolare - Doppio            | Jack Arkinstall 6-3 7-5                  | Barry Green                           |                        |                                              |
| 9 giugno  | Queensland Hard Court Championships 1952 Warwick, Australia Singolare - Doppio            |                                          |                                       |                        |                                              |
| 14 giugno | Canadian Pro Championships 1952 Québec, Canada Cemento Singolare - Doppio                 | Pancho Segura 6-2 2-6 6-2 6-0            | Don Budge                             |                        |                                              |
| 14 giugno | Canadian Pro Championships 1952 Québec, Canada Cemento Singolare - Doppio                 |                                          |                                       |                        |                                              |
| 14 giugno | Kent Championships 1952 Beckenham, Gran Bretagna Singolare - Doppio                       | Ham Richardson 6-2 6-8 6-2               | Don Candy                             |                        |                                              |
| 14 giugno | Kent Championships 1952 Beckenham, Gran Bretagna Singolare - Doppio                       |                                          |                                       |                        |                                              |
| 14 giugno | West of England Championships 1952 Bristol, Gran Bretagna Singolare - Doppio              | Jaroslav Drobný 7-5 6-1                  | Armando Vieira                        |                        |                                              |
| 14 giugno | West of England Championships 1952 Bristol, Gran Bretagna Singolare - Doppio              |                                          |                                       |                        |                                              |
| 21 giugno | Queen's Club Championships 1952 Londra, Gran Bretagna Singolare - Doppio                  | Frank Sedgman 10-8 6-2                   | Mervyn Rose                           |                        |                                              |
| 21 giugno | Queen's Club Championships 1952 Londra, Gran Bretagna Singolare - Doppio                  |                                          |                                       |                        |                                              |
| 21 giugno | Middle States Clay Court Championships 1952 Wilmington, USA Singolare - Doppio            | Bill Talbert 6-1 2-6 6-4 4-6 6-3         | Sidney Schwartz                       |                        |                                              |
| 21 giugno | Middle States Clay Court Championships 1952 Wilmington, USA Singolare - Doppio            |                                          |                                       |                        |                                              |
| 29 giugno | Paris Pro Championship 1952 Parigi, Francia Singolare - Doppio                            | Pancho Segura Round Robin                | Pancho Gonzales Jack Kramer Don Budge |                        |                                              |
| 29 giugno | Paris Pro Championship 1952 Parigi, Francia Singolare - Doppio                            |                                          |                                       |                        |                                              |
| 30 giugno | National Collegiate Championships 1952 Evanston, USA Singolare - Doppio                   | Hugh Stewart 6-4 6-2 6-2                 | Bob Perry                             |                        |                                              |
| 30 giugno | National Collegiate Championships 1952 Evanston, USA Singolare - Doppio                   |                                          |                                       |                        |                                              |

### Luglio
| Settimana | Torneo                                                                                  | Vincitore                                | Finalista                         | Semifinalisti | Eliminati ai quarti |
| --------- | --------------------------------------------------------------------------------------- | ---------------------------------------- | --------------------------------- | ------------- | ------------------- |
| luglio    | Natal Championships 1952 Durban, Sudafrica Singolare - Doppio                           | Russell Seymour 6-4 6-2 1-6 6-3          | Syndey Levy                       |               |                     |
| luglio    | Natal Championships 1952 Durban, Sudafrica Singolare - Doppio                           |                                          |                                   |               |                     |
| luglio    | Western Canadian Championships 1952 Vancouver, Canada Singolare - Doppio                | Harry Likas 2-6 6-3 7-5 6-2              | Emery Neale                       |               |                     |
| luglio    | Western Canadian Championships 1952 Vancouver, Canada Singolare - Doppio                |                                          |                                   |               |                     |
| 5 luglio  | Torneo di Wimbledon 1952 Londra, Gran Bretagna Singolare - Doppio                       | Frank Sedgman 4-6 6-2 6-3 6-2            | Jaroslav Drobný                   |               |                     |
| 5 luglio  | Torneo di Wimbledon 1952 Londra, Gran Bretagna Singolare - Doppio                       | Ken McGregor Frank Sedgman 6-3, 7-5, 6-4 | Vic Seixas Eric Sturgess          |               |                     |
| 6 luglio  | Tri-State Championships 1952 Cincinnati, USA Singolare - Doppio                         | Noel Brown 6-4 0-6 2-0 ritiro            | Frederick Hagist                  |               |                     |
| 6 luglio  | Tri-State Championships 1952 Cincinnati, USA Singolare - Doppio                         | Noel Brown Hugh Stewart 6-3, 6-4, 6-3    | Francisco Contreras Sam Giammalva |               |                     |
| 6 luglio  | New York State Championships 1952 Rye, USA Singolare - Doppio                           | Bill Talbert 4-6 6-0 6-3 2-6 6-1         | Jack Tuero                        |               |                     |
| 6 luglio  | New York State Championships 1952 Rye, USA Singolare - Doppio                           |                                          |                                   |               |                     |
| 12 luglio | Midland Counties Championships 1952 Edgbaston, Gran Bretagna Singolare - Doppio         | Owen Williams 6-4 6-2                    | Trevor Fancutt                    |               |                     |
| 12 luglio | Midland Counties Championships 1952 Edgbaston, Gran Bretagna Singolare - Doppio         |                                          |                                   |               |                     |
| 12 luglio | Nottinghamshire Championships 1952 Nottingham, Gran Bretagna Singolare - Doppio         | Nigel Cockburn 6-0 6-2                   | Philip Brophy                     |               |                     |
| 12 luglio | Nottinghamshire Championships 1952 Nottingham, Gran Bretagna Singolare - Doppio         |                                          |                                   |               |                     |
| 12 luglio | Irish Championships 1952 Dublino, Irlanda Singolare - Doppio                            | Naresh Kumar 6-1 6-4 6-8 3-6 6-2         | Stephen Potts                     |               |                     |
| 12 luglio | Irish Championships 1952 Dublino, Irlanda Singolare - Doppio                            |                                          |                                   |               |                     |
| 13 luglio | Swedish International Hard Court Championships 1952 Båstad, Svezia Singolare - Doppio   | Budge Patty 6-4 6-2 12-10                | Mervyn Rose                       |               |                     |
| 13 luglio | Swedish International Hard Court Championships 1952 Båstad, Svezia Singolare - Doppio   |                                          |                                   |               |                     |
| 14 luglio | Swiss International Championships 1952 Gstaad, Svizzera Singolare - Doppio              | Herbert Flam 6-4 6-2 6-1                 | Irvin Dorfman                     |               |                     |
| 14 luglio | Swiss International Championships 1952 Gstaad, Svizzera Singolare - Doppio              |                                          |                                   |               |                     |
| 14 luglio | U.S. Men's Clay Court Championships 1952 Illinois, USA Singolare - Doppio               | Arthur Larsen 4-6 6-4 6-2 6-4            | Dick Savitt                       |               |                     |
| 14 luglio | U.S. Men's Clay Court Championships 1952 Illinois, USA Singolare - Doppio               | Grant Golden Arthur Larsen               |                                   |               |                     |
| 14 luglio | Spring Lake Invitation 1952 Spring Lake, USA Singolare - Doppio                         | Vic Seixas 10-8 6-2 6-2                  | Bill Talbert                      |               |                     |
| 14 luglio | Spring Lake Invitation 1952 Spring Lake, USA Singolare - Doppio                         |                                          |                                   |               |                     |
| 14 luglio | Torneo di Velbert 1952 Velbert, Germania Singolare - Doppio                             | Frank Sedgman 6-3 6-2 8-6                | Eric Sturgess                     |               |                     |
| 14 luglio | Torneo di Velbert 1952 Velbert, Germania Singolare - Doppio                             |                                          |                                   |               |                     |
| 16 luglio | Norway International Hard Court Championships 1952 Oslo, Norvegia Singolare - Doppio    | Kenneth McGregor 6-8 7-5 6-3             | Mervyn Rose                       |               |                     |
| 16 luglio | Norway International Hard Court Championships 1952 Oslo, Norvegia Singolare - Doppio    |                                          |                                   |               |                     |
| 19 luglio | Düsseldorf Championships 1952 Düsseldorf, Germania Singolare - Doppio                   | Herbert Flam 3-6 6-4 3-6 6-1 6-2         | Jaroslav Drobný                   |               |                     |
| 19 luglio | Düsseldorf Championships 1952 Düsseldorf, Germania Singolare - Doppio                   |                                          |                                   |               |                     |
| 19 luglio | Scottish Championships 1952 Edimburgo, Gran Bretagna Singolare - Doppio                 | Ian Ayre 5-7 9-7 6-2 9-7                 | Felicisimo Ampon                  |               |                     |
| 19 luglio | Scottish Championships 1952 Edimburgo, Gran Bretagna Singolare - Doppio                 |                                          |                                   |               |                     |
| 19 luglio | Essex Championships 1952 Frinton, Gran Bretagna Singolare - Doppio                      | Bryan Woodroffe 6-2 11-9                 | Armando Vieira                    |               |                     |
| 19 luglio | Essex Championships 1952 Frinton, Gran Bretagna Singolare - Doppio                      |                                          |                                   |               |                     |
| 19 luglio | Torneo di Havant 1952 Havant, Gran Bretagna Singolare - Doppio                          | J.W. Cawthorn 6-1 4-6 6-2                | A. Threlfall                      |               |                     |
| 19 luglio | Torneo di Havant 1952 Havant, Gran Bretagna Singolare - Doppio                          |                                          |                                   |               |                     |
| 19 luglio | Pennsylvania Lawn Tennis Championship 1952 Haverford, USA Singolare - Doppio            | Vic Seixas 8-6 6-4 6-1                   | Straight Clark                    |               |                     |
| 19 luglio | Pennsylvania Lawn Tennis Championship 1952 Haverford, USA Singolare - Doppio            |                                          |                                   |               |                     |
| 19 luglio | Torneo di Hoylake & West Kirby 1952 Hoylake, Gran Bretagna Singolare - Doppio           | Koon-Hong Ip 6-2 6-3                     | Ignacy Tloczynski                 |               |                     |
| 19 luglio | Torneo di Hoylake & West Kirby 1952 Hoylake, Gran Bretagna Singolare - Doppio           |                                          |                                   |               |                     |
| 19 luglio | Western Championships 1952 Indianapolis, USA Singolare - Doppio                         | Arthur Larsen 6-2 1-6 8-6 6-4            | Dick Savitt                       |               |                     |
| 19 luglio | Western Championships 1952 Indianapolis, USA Singolare - Doppio                         |                                          |                                   |               |                     |
| 20 luglio | South Queensland Championships 1952 Ipswich, Australia Singolare - Doppio               | Jack Arkinstall 6-3 6-3                  | Prickett                          |               |                     |
| 20 luglio | South Queensland Championships 1952 Ipswich, Australia Singolare - Doppio               |                                          |                                   |               |                     |
| 26 luglio | Baltimore Mid-Atlantic Grass Court Championships 1952 Baltimora, USA Singolare - Doppio | Dick Savitt 9-7 6-2 6-3                  | Straight Clark                    |               |                     |
| 26 luglio | Baltimore Mid-Atlantic Grass Court Championships 1952 Baltimora, USA Singolare - Doppio |                                          |                                   |               |                     |
| 27 luglio | Cologne International 1952 Colonia, Germania Singolare - Doppio                         | Jaroslav Drobný 3-6 6-4 7-5 6-2          | Eric Sturgess                     |               |                     |
| 27 luglio | Cologne International 1952 Colonia, Germania Singolare - Doppio                         |                                          |                                   |               |                     |
| 30 luglio | Welsh Championships 1952 Newport, Gran Bretagna Singolare - Doppio                      | Naresh Kumar 6-2 6-3 1-6 6-3             | Donald Tregonning                 |               |                     |
| 30 luglio | Welsh Championships 1952 Newport, Gran Bretagna Singolare - Doppio                      |                                          |                                   |               |                     |

### Agosto
| Settimana | Torneo                                                                                 | Vincitore                                 | Finalista                           | Semifinalisti             | Eliminati ai quarti |
| --------- | -------------------------------------------------------------------------------------- | ----------------------------------------- | ----------------------------------- | ------------------------- | ------------------- |
| 2 agosto  | Slazenger Pro Championships 1952 Scarborough, Gran Bretagna Erba Singolare - Doppio    | Pancho Gonzales 15-13 6-3 6-3             | Pancho Segura                       | Don Budge Dinny Pails     |                     |
| 2 agosto  | Slazenger Pro Championships 1952 Scarborough, Gran Bretagna Erba Singolare - Doppio    | Pancho Gonzales Pancho Segura 6-3 6-4 6-4 | Don Budge Dinny Pails               | Don Budge Dinny Pails     |                     |
| 2 agosto  | Northumberland Championships 1952 Newcastle, Gran Bretagna Singolare - Doppio          | Ignacy Tloczynski 7-5 7-5                 | Donald Tregonning                   |                           |                     |
| 2 agosto  | Northumberland Championships 1952 Newcastle, Gran Bretagna Singolare - Doppio          |                                           |                                     |                           |                     |
| 2 agosto  | Torneo di Tunbridge Wells 1952 Tunbridge Wells, Gran Bretagna Singolare - Doppio       | Philip Brophy 6-1 6-0                     | Norman R. Lewis                     |                           |                     |
| 2 agosto  | Torneo di Tunbridge Wells 1952 Tunbridge Wells, Gran Bretagna Singolare - Doppio       |                                           |                                     |                           |                     |
| 2 agosto  | Worthing Hard Court Championships 1952 Worthing, Gran Bretagna Singolare - Doppio      | J.W. Cawthorn 6-3 6-2                     | Bosse Andersson                     |                           |                     |
| 2 agosto  | Worthing Hard Court Championships 1952 Worthing, Gran Bretagna Singolare - Doppio      |                                           |                                     |                           |                     |
| 4 agosto  | Southampton Invitation 1952 Southampton, USA Singolare - Doppio                        | Noel Brown 8-6 6-1 6-0                    | Sidney Schwartz                     |                           |                     |
| 4 agosto  | Southampton Invitation 1952 Southampton, USA Singolare - Doppio                        |                                           |                                     |                           |                     |
| 5 agosto  | Torneo di Moseley 1952 Moseley, Gran Bretagna Singolare - Doppio                       | Donald Tregonning 6-4 10-8                | Edwin Tsai                          |                           |                     |
| 5 agosto  | Torneo di Moseley 1952 Moseley, Gran Bretagna Singolare - Doppio                       |                                           |                                     |                           |                     |
| 9 agosto  | Carmarthenshire Championships 1952 Llanelly, Gran Bretagna Singolare - Doppio          | Donald Tregonning 7-5 6-1                 | J.A.T. Horn                         |                           |                     |
| 9 agosto  | Carmarthenshire Championships 1952 Llanelly, Gran Bretagna Singolare - Doppio          |                                           |                                     |                           |                     |
| 9 agosto  | Torneo di Hull 1952 Kingston upon Hull, Gran Bretagna Singolare - Doppio               | J.W. Cawthorn 6-2 7-5                     | Stephen Potts                       |                           |                     |
| 9 agosto  | Torneo di Hull 1952 Kingston upon Hull, Gran Bretagna Singolare - Doppio               |                                           |                                     |                           |                     |
| 10 agosto | German Championships 1952 Amburgo, Germania Singolare - Doppio                         | Eric Sturgess 6-3 6-2 6-3                 | Jaroslav Drobný                     |                           |                     |
| 10 agosto | German Championships 1952 Amburgo, Germania Singolare - Doppio                         |                                           |                                     |                           |                     |
| 10 agosto | Torneo di Ostendae 1952 Ostenda, Belgio Singolare - Doppio                             | Budge Patty 6-1 6-3                       | Armando Vieira                      |                           |                     |
| 10 agosto | Torneo di Ostendae 1952 Ostenda, Belgio Singolare - Doppio                             |                                           |                                     |                           |                     |
| 11 agosto | Eastern Grass Court Championships 1952 South Orange, USA Singolare - Doppio            | Kenneth McGregor 6-3 6-4                  | Frank Sedgman                       |                           |                     |
| 11 agosto | Eastern Grass Court Championships 1952 South Orange, USA Singolare - Doppio            |                                           |                                     |                           |                     |
| 16 agosto | Norfolk Championships 1952 Cromer, Gran Bretagna Singolare - Doppio                    | Donald Tregonning 7-5 6-2                 | Gordon Fitt                         |                           |                     |
| 16 agosto | Norfolk Championships 1952 Cromer, Gran Bretagna Singolare - Doppio                    |                                           |                                     |                           |                     |
| 16 agosto | Torneo di West Worthing 1952 West Worthing, Gran Bretagna Singolare - Doppio           | J.W. Cawthorn 6-2 8-10 6-4                | Eric Bulmer                         |                           |                     |
| 16 agosto | Torneo di West Worthing 1952 West Worthing, Gran Bretagna Singolare - Doppio           |                                           |                                     |                           |                     |
| 16 agosto | British Pro Championships 1952 Eastbourne, Gran Bretagna Singolare - Doppio            | Bill Moss 6-3 6-1 7-9 6-3                 | Arthur Gordon Roberts               |                           |                     |
| 16 agosto | British Pro Championships 1952 Eastbourne, Gran Bretagna Singolare - Doppio            | Basil Lawrence Bill Moss 6-4 8-6 6-3      | D. Poulson Arthur Gordon Roberts    |                           |                     |
| 17 agosto | Torneo di Bad Neuenahr 1952 Bad Neuenahr, Germania Singolare - Doppio                  | Tony Mottram 6-0 6-3 6-1                  | Ian Ayre                            |                           |                     |
| 17 agosto | Torneo di Bad Neuenahr 1952 Bad Neuenahr, Germania Singolare - Doppio                  |                                           |                                     |                           |                     |
| 17 agosto | Newport Casino Trophy 1952 Newport, USA Singolare - Doppio                             | Frank Sedgman 6-3 6-2 1214 6-3            | Kenneth McGregor                    |                           |                     |
| 17 agosto | Newport Casino Trophy 1952 Newport, USA Singolare - Doppio                             |                                           |                                     |                           |                     |
| 17 agosto | Torneo di Viareggio 1952 Viareggio, Italia Singolare - Doppio                          | Jaroslav Drobný 7-5 6-3 6-2               | Fausto Gardini                      |                           |                     |
| 17 agosto | Torneo di Viareggio 1952 Viareggio, Italia Singolare - Doppio                          |                                           |                                     |                           |                     |
| 23 agosto | West Sussex Championships 1952 Bognor Regis, Gran Bretagna Singolare - Doppio          | Edwin Tsai 6-4 6-2                        | J.W. Cawthorn                       |                           |                     |
| 23 agosto | West Sussex Championships 1952 Bognor Regis, Gran Bretagna Singolare - Doppio          |                                           |                                     |                           |                     |
| 23 agosto | North of England Championships 1952 Scarborough, Gran Bretagna Singolare - Doppio      | Eric Sturgess 6-3 3-6 4-6 6-1 6-3         | Budge Patty                         |                           |                     |
| 23 agosto | North of England Championships 1952 Scarborough, Gran Bretagna Singolare - Doppio      |                                           |                                     |                           |                     |
| 24 agosto | Torneo di Gympie 1952 Gympie, Australia Singolare - Doppio                             | Jack Arkinstall 6-0 6-2                   | W. Oakley                           |                           |                     |
| 24 agosto | Torneo di Gympie 1952 Gympie, Australia Singolare - Doppio                             |                                           |                                     |                           |                     |
| 24 agosto | Dolomite Tournament 1952 Riccione, Italia Singolare - Doppio                           | Jaroslav Drobný 6-2 2-4 ritiro            | Fausto Gardini                      |                           |                     |
| 24 agosto | Dolomite Tournament 1952 Riccione, Italia Singolare - Doppio                           |                                           |                                     |                           |                     |
| 24 agosto | Canadian Championships 1952 Toronto, Canada Singolare - Doppio                         | Dick Savitt 6-1 6-0 6-1                   | Kurt Nielsen                        |                           |                     |
| 24 agosto | Canadian Championships 1952 Toronto, Canada Singolare - Doppio                         | Kurt Nielsen Dick Savitt 6-3, 6-2, 6-3    | Art Larsen Noel Brown               |                           |                     |
| 27 agosto | Ostend Pro Championships 1952 Ostenda, Belgio Terra rossa Singolare                    | Pancho Gonzales Round Robin               | Don Budge Pancho Segura Dinny Pails |                           |                     |
| 29 agosto | Nassau Bowl 1952 Glen Cove, USA Singolare - Doppio                                     | Arthur Larsen 6-2 6-3                     | Gardnar Mulloy                      |                           |                     |
| 29 agosto | Nassau Bowl 1952 Glen Cove, USA Singolare - Doppio                                     |                                           |                                     |                           |                     |
| 30 agosto | Torneo di Carlisle 1952 Carlisle, Gran Bretagna Singolare - Doppio                     | Donald Tregonning 6-2 10-8                | Anthony Starte                      |                           |                     |
| 30 agosto | Torneo di Carlisle 1952 Carlisle, Gran Bretagna Singolare - Doppio                     |                                           |                                     |                           |                     |
| 30 agosto | Cinque Ports Championships 1952 Folkestone, Gran Bretagna Singolare - Doppio           | J.W. Cawthorn 6-1 6-1                     | F. Derrick Leyland                  |                           |                     |
| 30 agosto | Cinque Ports Championships 1952 Folkestone, Gran Bretagna Singolare - Doppio           |                                           |                                     |                           |                     |
| 31 agosto | German Pro Championships 1952 (Rot Weiss TC) Berlino, Germania Terra rossa Singolare   | Pancho Gonzales 8-6 7-5                   | Don Budge                           | Pancho Segura Dinny Pails |                     |
| 31 agosto | Sydney Metropolitan Hard Court Championships 1952 Sydney, Australia Singolare - Doppio | Adrian Quist 4-6 6-2 6-2                  | Don Candy                           |                           |                     |
| 31 agosto | Sydney Metropolitan Hard Court Championships 1952 Sydney, Australia Singolare - Doppio |                                           |                                     |                           |                     |

### Settembre
| Settimana    | Torneo                                                                                       | Vincitore                                     | Finalista                  | Semifinalisti           | Eliminati ai quarti                               |
| ------------ | -------------------------------------------------------------------------------------------- | --------------------------------------------- | -------------------------- | ----------------------- | ------------------------------------------------- |
| settembre    | Southern Transvaal Championships 1952 Johannesburg, Sudafrica Singolare - Doppio             | Russell Seymour 3-6 7-5 2-6 0-1 ritiro        | Syndey Levy                |                         |                                                   |
| settembre    | Southern Transvaal Championships 1952 Johannesburg, Sudafrica Singolare - Doppio             |                                               |                            |                         |                                                   |
| 1º settembre | Istanbul International Championships 1952 Istanbul, Turchia Singolare - Doppio               | Budge Patty 8-6 6-2 6-3                       | Armando Vieira             |                         |                                                   |
| 1º settembre | Istanbul International Championships 1952 Istanbul, Turchia Singolare - Doppio               |                                               |                            |                         |                                                   |
| 6 settembre  | Roehampton Autumn Meeting 1952 Roehampton, Gran Bretagna Singolare - Doppio                  | Roger Becker 6-4 6-3                          | Donald Tregonning          |                         |                                                   |
| 6 settembre  | Roehampton Autumn Meeting 1952 Roehampton, Gran Bretagna Singolare - Doppio                  |                                               |                            |                         |                                                   |
| 7 settembre  | Austrian International Championships 1952 Salisburgo, Austria Singolare - Doppio             | Jaroslav Drobný 6-2 4-6 2-6 6-4 6-0           | Eric Sturgess              |                         |                                                   |
| 7 settembre  | Austrian International Championships 1952 Salisburgo, Austria Singolare - Doppio             |                                               |                            |                         |                                                   |
| 8 settembre  | New South Wales Hard Court Championships 1952 Dubbo, Australia Singolare - Doppio            | Don Candy 6-3 6-2                             | Ross Sherriff              |                         |                                                   |
| 8 settembre  | New South Wales Hard Court Championships 1952 Dubbo, Australia Singolare - Doppio            |                                               |                            |                         |                                                   |
| 12 settembre | U.S. National Championships 1952 New York, USA Singolare - Doppio                            | Frank Sedgman 6-1 6-2 6-3                     | Gardnar Mulloy             |                         |                                                   |
| 12 settembre | U.S. National Championships 1952 New York, USA Singolare - Doppio                            | Mervyn Rose Vic Seixas 3-6 10-8 10-8 6-8 8-6  | Ken McGregor Frank Sedgman |                         |                                                   |
| 14 settembre | Eastern Mediterranean Championships 1952 Atene, Grecia Singolare - Doppio                    | Paul Remy 1-6 4-6 6-1 6-3 6-2                 | Władysław Skonecki         |                         |                                                   |
| 14 settembre | Eastern Mediterranean Championships 1952 Atene, Grecia Singolare - Doppio                    |                                               |                            |                         |                                                   |
| 16 settembre | South of England Championships 1952 Eastbourne, Gran Bretagna Singolare - Doppio             | Geoffrey Paish 4-6 6-2 6-1                    | Anthony Starte             |                         |                                                   |
| 16 settembre | South of England Championships 1952 Eastbourne, Gran Bretagna Singolare - Doppio             |                                               |                            |                         |                                                   |
| 20 settembre | Herga Lawn Tennis Club Championships 1952 Harrow, Gran Bretagna Singolare - Doppio           | J.A.T. Horn 6-4 1-6 6-3                       | Donald Tregonning          |                         |                                                   |
| 20 settembre | Herga Lawn Tennis Club Championships 1952 Harrow, Gran Bretagna Singolare - Doppio           |                                               |                            |                         |                                                   |
| 21 settembre | Pacific Southwest Championships 1952 Los Angeles, USA Cemento Singolare - Doppio             | Vic Seixas 6-4 6-4 6-4                        | Frank Sedgman              |                         |                                                   |
| 21 settembre | Pacific Southwest Championships 1952 Los Angeles, USA Cemento Singolare - Doppio             |                                               |                            |                         |                                                   |
| 21 settembre | Torneo di Venezia 1952 Venezia, Italia Singolare - Doppio                                    | Jaroslav Drobný 5-7 3-6 6-4 7-5 6-4           | Fausto Gardini             |                         |                                                   |
| 21 settembre | Torneo di Venezia 1952 Venezia, Italia Singolare - Doppio                                    |                                               |                            |                         |                                                   |
| 28 settembre | Torneo di Baden-Baden 1952 Baden-Baden, Germania Singolare - Doppio                          | Jaroslav Drobný 1-6 6-0 6-2                   | Eric Sturgess              |                         |                                                   |
| 28 settembre | Torneo di Baden-Baden 1952 Baden-Baden, Germania Singolare - Doppio                          |                                               |                            |                         |                                                   |
| 28 settembre | Coupe Porée 1952 Parigi, Francia Singolare - Doppio                                          | Budge Patty 6-4 6-4 6-3                       | Paul Remy                  |                         |                                                   |
| 28 settembre | Coupe Porée 1952 Parigi, Francia Singolare - Doppio                                          |                                               |                            |                         |                                                   |
| 28 settembre | London Pro Indoor Championships 1952 Londra, Gran Bretagna Parquet indoor Singolare - Doppio | Pancho Gonzales 3-6 3-6 6-2 6-4 7-5           | Jack Kramer                | Pancho Segura Don Budge | Kalle Schoeder Bobby Riggs Dinny Pails Fred Perry |
| 28 settembre | London Pro Indoor Championships 1952 Londra, Gran Bretagna Parquet indoor Singolare - Doppio | Pancho Segura Pancho Gonzales 6-4 6-1 2-6 6-2 | Jack Kramer Don Budge      | Pancho Segura Don Budge | Kalle Schoeder Bobby Riggs Dinny Pails Fred Perry |
| 29 settembre | Pacific Coast Championships 1952 San Francisco, USA Singolare - Doppio                       | Dick Savitt 10-8 6-3 6-4                      | Arthur Larsen              |                         |                                                   |
| 29 settembre | Pacific Coast Championships 1952 San Francisco, USA Singolare - Doppio                       | Dick Savitt Vic Seixas 2-6 6-4 2-6 6-2 7-5    | Arthur Larsen Noel Brown   |                         |                                                   |

### Ottobre
| Settimana  | Torneo                                                                                      | Vincitore                          | Finalista     | Semifinalisti | Eliminati ai quarti |
| ---------- | ------------------------------------------------------------------------------------------- | ---------------------------------- | ------------- | ------------- | ------------------- |
| 6 ottobre  | ACT Championships 1952 Canberra, Australia Singolare - Doppio                               | Don Candy 6-2 6-2                  | John O'Brien  |               |                     |
| 6 ottobre  | ACT Championships 1952 Canberra, Australia Singolare - Doppio                               |                                    |               |               |                     |
| 12 ottobre | Pan American International Championships 1952 Città del Messico, Messico Singolare - Doppio | Gardnar Mulloy 7-9 8-6 7-5 4-6 7-5 | Arthur Larsen |               |                     |
| 12 ottobre | Pan American International Championships 1952 Città del Messico, Messico Singolare - Doppio |                                    |               |               |                     |
| 12 ottobre | British Covered Court Championships 1952 Londra, Gran Bretagna Singolare - Doppio           | Jaroslav Drobný 6-3 6-4 8-6        | Tony Mottram  |               |                     |
| 12 ottobre | British Covered Court Championships 1952 Londra, Gran Bretagna Singolare - Doppio           |                                    |               |               |                     |
| 18 ottobre | Sydney Metropolitan Grass Court Championships 1952 Sydney, Australia Singolare - Doppio     | Geoff Brown 6-4 1-6 6-3            | Lew Hoad      |               |                     |
| 18 ottobre | Sydney Metropolitan Grass Court Championships 1952 Sydney, Australia Singolare - Doppio     |                                    |               |               |                     |
| 24 ottobre | Greenbrier Hotel Tournament 1952 White Sulphur Springs, USA Singolare - Doppio              | Gardnar Mulloy 6-3 7-5             | Bill Talbert  |               |                     |
| 24 ottobre | Greenbrier Hotel Tournament 1952 White Sulphur Springs, USA Singolare - Doppio              |                                    |               |               |                     |

### Novembre
| Settimana   | Torneo                                                                                  | Vincitore                                      | Finalista                  | Semifinalisti            | Eliminati ai quarti                                   |
| ----------- | --------------------------------------------------------------------------------------- | ---------------------------------------------- | -------------------------- | ------------------------ | ----------------------------------------------------- |
| 1º novembre | Chile International Championships 1952 Santiago, Cile Singolare - Doppio                | Jaroslav Drobný 7-5 6-4 6-2                    | Ricardo Balbiers           |                          |                                                       |
| 1º novembre | Chile International Championships 1952 Santiago, Cile Singolare - Doppio                |                                                |                            |                          |                                                       |
| 8 novembre  | Queensland Championships 1952 Brisbane, Australia Singolare - Doppio                    | Frank Sedgman 11-9 6-2 0-6 2-6 6-1             | Mervyn Rose                |                          |                                                       |
| 8 novembre  | Queensland Championships 1952 Brisbane, Australia Singolare - Doppio                    |                                                |                            |                          |                                                       |
| 8 novembre  | Palace Hotel Covered Court Championships 1952 Torquay, Gran Bretagna Singolare - Doppio | Tony Mottram 3-6 6-1 6-0                       | J.A.T. Horn                |                          |                                                       |
| 8 novembre  | Palace Hotel Covered Court Championships 1952 Torquay, Gran Bretagna Singolare - Doppio |                                                |                            |                          |                                                       |
| 16 novembre | Perth Spring Tournament 1952 Perth, Australia Singolare - Doppio                        | Clive Wilderspin 6-4 6-3 6-4                   | Aleck Bridge               |                          |                                                       |
| 16 novembre | Perth Spring Tournament 1952 Perth, Australia Singolare - Doppio                        |                                                |                            |                          |                                                       |
| 20 novembre | South American Championships 1952 Rio de Janeiro, Brasile Singolare - Doppio            | Jaroslav Drobný 6-4 6-4 6-1                    | Enrique Morea              |                          |                                                       |
| 20 novembre | South American Championships 1952 Rio de Janeiro, Brasile Singolare - Doppio            |                                                |                            |                          |                                                       |
| 22 novembre | Torneo di Sao Paulo 1952 San Paolo, Brasile Singolare - Doppio                          | Enrique Morea 5 sets                           | Arthur Larsen              |                          |                                                       |
| 22 novembre | Torneo di Sao Paulo 1952 San Paolo, Brasile Singolare - Doppio                          |                                                |                            |                          |                                                       |
| 22 novembre | New South Wales Championships 1952 Sydney, Australia Singolare - Doppio                 | Frank Sedgman 6-2, 4-6, 6-4, 6-2               | Ken McGregor               | Mervyn Rose Ken Rosewall | Bill Sidwell Vic Seixas Geoffrey Brown Straight Clark |
| 22 novembre | New South Wales Championships 1952 Sydney, Australia Singolare - Doppio                 | Mervyn Rose Don Candy 9-7, 2-6, 6-4, 8-10, 6-3 | Frank Sedgman Ken McGregor | Mervyn Rose Ken Rosewall | Bill Sidwell Vic Seixas Geoffrey Brown Straight Clark |
| 30 novembre | Florida Closed Championships 1952 Orlando, USA Singolare - Doppio                       | Gardnar Mulloy                                 | Gardnar Mulloy             |                          |                                                       |
| 30 novembre | Florida Closed Championships 1952 Orlando, USA Singolare - Doppio                       |                                                |                            |                          |                                                       |

### Dicembre
| Settimana   | Torneo                                                                                | Vincitore                       | Finalista       | Semifinalisti | Eliminati ai quarti |
| ----------- | ------------------------------------------------------------------------------------- | ------------------------------- | --------------- | ------------- | ------------------- |
| dicembre    | Border Championships 1952 East London, Sudafrica Singolare - Doppio                   | Eric Sturgess 6-3 6-4 6-2       | Russell Seymour |               |                     |
| dicembre    | Border Championships 1952 East London, Sudafrica Singolare - Doppio                   |                                 |                 |               |                     |
| dicembre    | Eastern Province Championships 1952 Port Elizabeth, Sudafrica Singolare - Doppio      | Eric Sturgess 6-2 3-6 6-0 6-1   | Nigel Cockburn  |               |                     |
| dicembre    | Eastern Province Championships 1952 Port Elizabeth, Sudafrica Singolare - Doppio      |                                 |                 |               |                     |
| 7 dicembre  | Colombia International 1952 Barranquilla, Colombia Singolare - Doppio                 | Gardnar Mulloy 6-4 6-2 6-2      | Gustavo Palafox |               |                     |
| 7 dicembre  | Colombia International 1952 Barranquilla, Colombia Singolare - Doppio                 |                                 |                 |               |                     |
| 7 dicembre  | Argentina International Championships 1952 Buenos Aires, Argentina Singolare - Doppio | Jaroslav Drobný 8-6 6-2 0-6 6-2 | Enrique Morea   |               |                     |
| 7 dicembre  | Argentina International Championships 1952 Buenos Aires, Argentina Singolare - Doppio |                                 |                 |               |                     |
| 8 dicembre  | Victorian Championships 1952 Melbourne, Australia Singolare - Doppio                  | Vic Seixas 8-6 3-6 6-3 6-4      | Frank Sedgman   |               |                     |
| 8 dicembre  | Victorian Championships 1952 Melbourne, Australia Singolare - Doppio                  |                                 |                 |               |                     |
| 27 dicembre | Cumberland Championships 2 1952 Sydney, Australia Singolare - Doppio                  | Max Anderson 3-6 6-4 8-6        | Ross Sherriff   |               |                     |
| 27 dicembre | Cumberland Championships 2 1952 Sydney, Australia Singolare - Doppio                  |                                 |                 |               |                     |
| 28 dicembre | Euroa Christmas Tournament 1952 Euroa, Australia Singolare - Doppio                   | Neale Fraser 6-2 6-2            | James Matthews  |               |                     |
| 28 dicembre | Euroa Christmas Tournament 1952 Euroa, Australia Singolare - Doppio                   |                                 |                 |               |                     |
| 30 dicembre | Sugar Bowl Invitation 1952 New Orleans, USA Singolare - Doppio                        | Gardnar Mulloy                  | Tom Brown       |               |                     |
| 30 dicembre | Sugar Bowl Invitation 1952 New Orleans, USA Singolare - Doppio                        |                                 |                 |               |                     |
| 31 dicembre | Royal South Yarra Tournament 1952 Melbourne, Australia Singolare - Doppio             | David Yates 7-5 6-4             | Ashley Cooper   |               |                     |
| 31 dicembre | Royal South Yarra Tournament 1952 Melbourne, Australia Singolare - Doppio             |                                 |                 |               |                     |
| 31 dicembre | Gator Bowl Pro Championships 1952 Jacksonville, USA Singolare - Doppio                | Bobby Riggs 7-5 9-11 6-2        | Jack Rodgers    |               |                     |
| 31 dicembre | Gator Bowl Pro Championships 1952 Jacksonville, USA Singolare - Doppio                |                                 |                 |               |                     |

### Senza data
| Settimana  | Torneo                                                                      | Vincitore  | Finalista                 | Semifinalisti | Eliminati ai quarti |
| ---------- | --------------------------------------------------------------------------- | ---------- | ------------------------- | ------------- | ------------------- |
| Senza data | German Pro National Championships 1952 Berlino, Germania Singolare - Doppio | K. Pohmann | non conosciuta (bandiera) |               |                     |
| Senza data | German Pro National Championships 1952 Berlino, Germania Singolare - Doppio |            |                           |               |                     |